# Slag bij Wauhatchie
De Slag bij Wauhatchie vond plaats op 28 oktober en 29 oktober 1863 in Hamilton County Tennessee tijdens de Amerikaanse Burgeroorlog.

## Achtergrond
Na de nederlaag bij Chickamauga van het Noordelijke Army of the Cumberland trok het leger zich terug naar Chattanooga. Het Zuidelijke leger onder leiding van generaal Braxton Bragg begon aan een langdurige belegering van de stad. De Noordelijke bevelhebber William S. Rosecrans stuurde een telegram naar president Abraham Lincoln waarin stond dat: "we daarom geen zekerheid hebben of we onze stellingen kunnen behouden." " Lincoln stuurde onmiddellijk versterkingen die uit het Army of the Potomac en de Army of the Tennessee kwamen. De president plaatste deze eenheden onder het algemeen bevel van generaal-majoor Ulysses S. Grant die Rosecrans verving. De Zuidelijken hadden alle strategische punten rond de stad bezet. Alle bevoorradingspogingen van de Noordelijken werden aangevallen. De eerste prioriteit van Grant was dus een veilige bevoorradingslijn naar Chattanooga te openen.
De Slag bij Brown's Ferry was het eerste succes in het openen van deze bevoorradingslijn. Na een gecoördineerde aanval van grondtroepen en amfibische troepen slaagden de Noordelijken erin om de weg bij Brown’s Ferry te openen. De weg liep dan verder door Lookout Valley tot in Chattanooga. De volgende stap was Lookout Valley te zuiveren van Zuidelijke aanwezigheid.

### Hookers opmars
Ondertussen rukte generaal-majoor Joseph Hooker met drie divisies op vanuit Bridgeport via de spoorweg van Shellmound naar de Running Water Creek gorge. Na een voorspoedige mars bereikte Hooker op 28 oktober Lookout Valley en dit tot grote consternatie van de generaals Braxton Bragg en James Longstreet die net een bijeenkomst hadden op Lookout Mountain. Longstreet had de opmars van Hooker niet goed ingeschat.
Terwijl Hooker verder oprukte in de vallei detacheerde hij de divisie van brigadegeneraal John W. Geary naar Wauhatchie Station. Dit was een halte op de Nashville and Chattanooga Railroad. Hiermee wilde Hooker zijn communicatielijn openhouden en beschermen. Deze divisie stond geïsoleerd in vijandelijke gebied.

## De slag
Bragg had het bevel aan Longstreet om de vijandelijke strijdmacht te verdrijven. Longstreet besliste om eerst Geary’s strijdmacht uit te schakelen voor hij zich keerde om met Hooker af te rekenen. Brigadegeneraal Micah Jenkins kreeg het bevel van Longstreet om Wauhatchie Station in te nemen door middel van een nachtelijke aanval. De brigades van Evander M. Law en Jerome B. Robertson blokkeerden de route waarlangs Hooker Geary kon versterken. De South Carolina brigade onder leiding van kolonel John Bratton zou de Noordelijke stellingen aanvallen om 22.00u. Door verschillende verwarrende orders kon de aanval pas van start gaan rond middernacht. Hoewel Geary een aanval verwachtte, kwam de nachtelijke aanval als een verrassing. De verdedigers vormden een V-vormige linie die in oostelijke een noordelijke richting wees om de aanval te weerstaan. Geary’s zoon zou tijdens de gevechten sneuvelen in de armen van zijn vader.
Toen de soldaten van het XI Corps de geluiden van de gevechten hoorden, formeerden zich ze onmiddellijk om hun kameraden te gaan helpen. Hooker, die generaal-majoor Oliver O. Howard in de bevelstructuur negeerde, gaf een rechtstreeks bevel aan generaal-majoor Carl Schurz om naar Wauhatchie op te rukken. In de ontstane verwarring kreeg brigadegeneraal Adolph von Steinwehr zijn divisie als eerste weg. Een van Steinwehrs brigades onder leiding van kolonel Orland Smith werd beschoten door Zuidelijke eenheden van Law die op een 60 m hoge heuvel stonden opgesteld die de wegen vanuit Brown’s Ferry domineerden. Ondertussen had Hooker per ongeluk eenheden van het XI Corps opgesteld om Law en Benning aan te pakken. Zo bleef niemand over om Geary te hulp te schieten. Hoewel Laws 2.000 soldaten in de minderheid waren, was de heuveltop een natuurlijke sterke stelling. In de duisternis was Smiths 700 man sterke eenheid de eerste die de vijandelijke positie bereikte. Smith viel verschillende keren aan maar werd telkens terug geslagen. Toen Law enkele dubieuze rapporten kreeg, besliste hij om zich terug te trekken. Net toen zijn soldaten de stellingen verlieten, viel Smith opnieuw aan en nam daarbij enkele achterblijvers gevangen. Ondertussen kreeg Howard de toestemming om met zijn cavalerie op te rukken naar Wauhatchie.
Hoewel Geary’s soldaten hun stellingen behielden, kregen ze meer en meer te kampen met munitietekorten. Net op het moment dat Bratton de overhand zou krijgen, kreeg hij de opdracht om terug te trekken omdat er Noordelijke versterkingen op weg waren. Bratton trok zich terug naar Lookout Mountain. Bratton verloor 356 soldaten tegenover 216 soldaten voor Geary.

## Gevolgen
De Noordelijken verloren in het totaal 78 doden, 327 gewonden en 15 vermisten. De Zuidelijken hadden 34 doden, 305 gewonden en 69 vermisten te betreuren. Het Noordelijke leger had zich een weg gebaand naar de belegerde strijdmakkers in Chattanooga. Via deze nieuwe bevoorradingsweg brachten ze voorraden, wapens, munitie en versterkingen aan. Met deze versterkingen probeerden de Noordelijken Chattanooga te ontzetten.